# Micah Boyd
Micah Nathan Boyd (født 6. april 1982 i Saint Paul, Minnesota, USA) er en amerikansk tidligere roer.
Boyd deltog ved OL 2008 i Beijing, hvor han var en del af USA's båd, der vandt en bronzemedalje i otter. Beau Hoopman, Matt Schnobrich, Wyatt Allen, Daniel Walsh, Steven Coppola, Josh Inman, Brian Volpenhein og styrmand Marcus McElhenney udgjorde resten af amerikanernes besætning. Amerikanerne sikrede sig bronzemedaljen efter en tæt finale, hvor de blev besejret med 1,45 sekunder af guldvinderne fra Canada, og med 0,22 sekunder af sølvvinderne fra Storbritannien.
Boyd vandt desuden en VM-bronzemedalje i toer med styrmand ved VM 2005 i Japan.

## OL-medaljer
- 2008:  Bronze i otter